# کتی کلارک
کاترین سلوان کلارک (Kathryn Sloan Clark)، بارونِس کلارکِ کیلوینینگ (Baroness Clark of Kilwinning) (متولد ۳ ژوئیه ۱۹۶۷)،‏ یک سیاست‌مدار و لایف پیریج بریتانیایی و عضو انتصابی مجلس اعیان بریتانیا است که از سال ۲۰۲۱ میلادی بدین سو به عنوان عضو مجلس نمایندگان اسکاتلند از حوزه انتخابیه غرب اسکاتلند خدمت می‌نماید. وی از ۲۰۰۵ تا ۲۰۱۵ میلادی نماینده حوزه انتخابیه ایرشر شمالی و آران در مجلس نمایندگان از حزب کارگر بود.

## اوایل زندگی
کلارک در کیلوینینگ به دنیا آمد و در شهر ایر به مدرسه ابتدایی دستور زبان و بعداً به آکادمی کایل رفت، پس از آن وارد دانشگاه آبردین شده و لسانس حقوق خود را در ۱۹۹۰ میلادی کسب کرد. او رئیس کلب کارگر دانشگاه آبردین، افسر زنان NUS (اسکاتلند)، فعال پیکارهای زنان بوده و در پیکارهای ضد مالیات سرانه و کمپین بر ضد جنگ خلیج و بعداً جنگ عراق فعال بود. او دیپلم کارشناسی ارشد خود را در ۱۹۹۱ میلادی از دانشگاه ادینبرا به‌دست‌آورد. او در انگلستان، اسکاتلند و ویلز به عنوان مشاور حقوقی (سلیستیر) با تخصص در رشته‌های حقوق مدنی، حقوق کیفری و حقوق کار واجد شرایط شناخته شد. او قبل از این‌که در ۱۹۹۸ میلادی به اتحادیه کارگران حمل و نقل و عمومی بریتانیا (TGWU) بپیوندد، در دهه ۱۹۹۰ میلادی در اتحادیه صنفی تولید، علم و مالی (MSF) و ادینبرا و شورای بازرگانی شهرستان فعالیت داشت.
وی از ۱۹۹۱ تا ۱۹۹۸ میلادی به عنوان مشاور حقوقی خصوصی، از جمله عضو اجرایی شورای آزادی‌های مدنی اسکاتلند و افسر حقوقی در ادینبرا و ماسلبرگ کار می‌کرد و بعداً از ۱۹۹۸ تا ۲۰۰۵ میلادی به عنوان رئیس خدمات عضویت حقوقی به UNISON پیوست. زمانی که او در سازمان UNISON بود، به پرونده‌های حقوقی می‌پرداخت و در این هنگام بزرگ‌ترین پرونده مزد برابر در اروپا را پیش برد و توانست ۳۵ میلیون پوند به عنوان مزد پرداخت نشده برای پرستاران و سایر کارکنان بهداشتی در شمال غرب انگلستان که نسبت به همکاران مرد شان به‌طور غیرقانونی کم‌تر مزد دریافت می‌کردند، ببرد.
او در هفده سالگی به حزب کارگر پیوست و عضو اتحادیه‌های صنفی Unite, GMB و UNISON است. پدر بزرگِ پدر، بزرگ وی به‌نام الکساندر سلوان از ۱۹۳۹ میلادی تا زمان مرگش در ۱۹۴۶ میلادی، نماینده حوزه انتخابیه ایرشر جنوبی از حزب کارگر (حزب مستقل کارگر) در مجلس نمایندگان بود.

## حرفه پارلمانی
کلارک در انتخابات سراسری ۱۹۹۷ میلادی برای به‌دست آوردن کرسی پارلمانی از حوزه انتخابیه گالوی و اپر نیتسدیل خود را نامزد نمود، اما چون حزب محافظه‌کار سنتی و حزب ملی اسکاتلند (SNP) در این حوزه حاشیه بلندتری داشتند، او نتوانست موفق شود. او بعد از وزیر دولت در امور تجاری و صنعتی به‌نام ایان لانگ، کسی که کرسی خود را به نماینده حزب ملی اسکاتلند به‌نام آلاسدیر ماورگان باخته بود، در رده سوم قرار گرفت.
او در انتخابات سراسری ۲۰۰۵ به عنوان نماینده مجلس عوام اسکاتلند برای کرسی جدید ایرشر شمالی و آران انتخاب گردیده بود، این کرسی در واقع پس از کرسی پیشین کیونینگهام شمالی که نماینده آن باز نشسته شده بود و شهرهای استیونتون و کیلویننگ از کیونینگهام ژانویه قدیمی تشکیل شده بود. او با کسب ۱۱٬۲۹۶ رأی، رأی اکثریت را به‌دست آورده و نطق نخستین خود را در ۷ ژوئن ۲۰۰۵ ارایه داشت. او برای جایزه «نخستین نطق سال» مجله هَوز (House) نام‌زد شد. پس از انتخابات، روزنامه گاردین وی را به عنوان یکی از هشت نماینده جدید عنوان کرد که باید «تماشا نمود».

### مبارزات

#### سوسیالیسم و ضد-صرفه جویی
وی به عنوان یکی از چند نماینده چپ‌گرا که در انتخابات ۲۰۰۵ از حزب کارگر به مجلس نمایندگان راه یافته بود، عضو گروه پیکار سوسیالیست و یکی از بنیان‌گذاران پیکار حزب کارگر اسکاتلندی برای سوسیالیسم بود. از جمله بیست و چهار عضو این گروه، وی تنها عضوی بود که کم‌تر از ۵۰ سال سن داشت.
در ۲۰۱۰ میلادی، کلارک یکی از تنها هفت عضو مجلس نمایندگان بود که در انتخابات رهبری ۲۰۱۰ حزب کارگر، به دیانا آبوت که یک چپ‌گرا بود، رأی داد. در فوریه ۲۰۱۳، وی از جمله کسانی بود که با جاپ‌نمودن نامه‌ای توسط روزنامه گاردین، حمایت خود را از مجمع مردم بر علیه صرفه‌جویی حمایت اعلام نمود. وی همچنین ریاست مشترک مجمع کارگر بر علیه صرفه‌جویی را برعهده داشت.
کلارک با رأی دادن بر علیه سند هویتی، یک شخصیت طغیان‌گر در میان گروه پارلمانی حزب کارگر برای خود ایجاد نمود. با این حال، او خود را یک طغیان‌گر عنوان نکرده و بیان می‌داشت که «نظریات وی با سنت‌های حزب کارگر سازگار است». او یکی از ۱۶ امضاءکننده نامه‌ای سرگشاده به رهبر حزب کارگر، اد میلیبند در ژانویه ۲۰۱۵ بود و طی این نامه از رهبری حزب درخواست گردید تا وعده ایستادگی در مقابل صرفه‌جویی بیشتر، برگرداندن دوباره شرکت خط آهن به مالکیت دولتی و تقویت تفاهم‌نامه‌های چانه‌زنی دسته جمعی را بدهد.

#### حقوق بشر و بین‌الملل‌گرایی
کلارک در رابطه به مسائل حقوق بشری مبارزه نموده و یکی از ۹۵ عضو مجلس نمایندگان از حزب کارگر بود که با جابه‌جا سازی سیستم تسلیحات هسته‌ای ترایدنت انگلستان مخالفت نمود. او در همه‌پرسی ای وی (AV) 2011 از رأی «نخیر» حمایت نمود.
کلارک از درخواست به رسمیت‌شناسی دولت فلسطین اعلام حمایت کرد. او از جمله تعدادی از نمایندگان حزب کارگر در مجلس بود که با بمباران لیبی مخالفت نمود، وی همچنین عضو کمیته‌های کنترل بر صادرات سلاح بوده و هم‌واره برای وضع محدودیت‌های شدیدتر بر فروش تسلیحات مبارزه می‌کرد.
کلارک در پیکار همبستگی یونانی دارای لقب خدایگان (Patron) است.

#### حقوق پناهندگان
کلارک برای حمایت از برنامه‌های اضطراری اتحادیه اروپا مبارزه نمود تا از مصونیت پناهندگانی که از دریای مدیترانه عبور می‌کنند، اطمینان حاصل نماید.

#### حقوق دگرباشان جنسی
کلارک در تمامی مدت کار خود به عنوان نماینده مجلس، هم‌واره به نفع حقوق بیشتر برای دگرباشان جنسی رأی داد، از جمله رأی دادن به نفع ازدواج با هم‌جنس در ۲۰۱۳ میلادی.

#### مبارزات حوزه انتخاباتی
در رابطه به مسائل محلی، او بر علیه خارج‌کردن خدمات کشتی نجات کالماک (Calmac) از قرارداد دولتی مبارزه نموده و نخستین پرسش پارلمانی وی در مورد حساسیت این خدمات؛ در مورد پرداختن غرامت به قربانیان برنامه پس‌انداز فیرپاک کریسمس؛ بر خلاف خصوصی‌سازی دی ام بیت (DM Beith) و بسته‌شدن ایستگاه‌های محافظین ساحلی و مراکز شغلی؛ و برای حفظ کارگران پیشین که در کارخانه بسته شده سیمکلار استخدام شده بودند، بود.

#### مبارزات اتحادیه‌های صنفی
وی ریاست گروه پارلمانی اتحادیه صنفی مربوط به حزب کارگر و همچنین ریاست گروه پارلمانی CWU را بر عهده داشته و مسائل متعددی شامل اتحادیه صنفی، برابری، حقوق بشر، حقوق مصرف‌کننده و کارگر را در پارلمان مطرح نمود. وی همچنین عضو گروه‌های پارلمانی ذیل بود: GMB, UNISON, FBU، اتحادیه نانواها، NUJ, UNITE, PCS, RMT, ASLEF و TSSA.

#### پست سلطنتی
کلارک به عنوان عضو کمیته پارلمانی تجارت، نوآوری و مهارت‌ها، UBS و گلدمن ساکس را مجبور به پاسخ‌گویی نموده و از آن‌ها در رابطه به ارزش‌گذاری پست سلطنتی در جریان فروش آن، سؤال نمود.

#### پیکار برای سمت معاونیت حزب کارگر اسکاتلند در ۲۰۱۴
کلارک خود را به عنوان یک نامزد چپ‌گرا برای سمت معاونیت حزب کارگر اسکاتلند در ۲۰۱۴ میلادی نامزد نموده و استدلال تغییر دادن مسیر را نمود، اما ناموفق بود. او کرسی مجلس اعیان از حوزه انتخابیه ایرشر شمالی و آران را در انتخابات سراسری می ۲۰۱۵ به نامزد حزب ملی اسکاتلند به‌نام پاتریشا گیبسون، واگذار کرد.

#### نامزد مجلس نمایندگان از حوزه لی و روچدیل در ۲۰۱۷
کلارک، پس از این‌که «بنا بر خشم اعضای محلی» از نامزدی برای کرسی مجلس نمایندگان از حوزه انتخابیه لی کنار رفت، از حوزه انتخابیه روچدیل برای مجلس نمایندگان نامزد شد.